# Yon-Rogg
Yon-Rogg, também chamado de Magnitron, é um personagem fictício de histórias em quadrinhos publicado pela Marvel Comics. Ele faz parte da raça alienígena Kree, onde é um comandante militar enviado para Terra junto com Capitão Marvel (Mar-Vell) pela Inteligência Suprema para espionar/estudar o planeta. Ele é um grande e velho inimigo da Capitã Marvel (Carol Danvers) e foi indiretamente responsável pela sua transformação em Miss Marvel.

## Em outras mídias

### Cinema
- O personagem aparece como principal vilão do filme Capitã Marvel (2019), sendo interpretado por Jude Law.